# 양귀비꽃 (모네)
양귀비꽃(프랑스어: Les Coquelicots) 또는 양귀비, 산책(프랑스어: Coquelicots, la promenade)은 프랑스 인상파 화가 클로드 모네가 1873년에 완성한 풍경화이다.
1906년 이 그림을 소유한 에티엔 모로넬라통이 프랑스 정부에  기증한 이후 루브르 박물관, 파리 장식미술관, 죄드폼 국립미술관을 차례로 거쳐갔다. 1986년부터 파리의 오르세 미술관에 소장되어 있다.

## 배경
클로드 모네는 1873년 이 그림을 완성할 당시 33세였으며 프랑스 발두아즈주 아르장퇴유에 살고 있었다.
그림을 완성한 뒤 이듬해에 열린 제1회 인상주의 전시회에 출품되었다. 야외에서 사생으로 그려졌다는 점, 음영이 밝고 세부사항이 스케치형식으로 되어 있다는 점에서 인상주의 작품의 특징을 담고 있다.
미술상 폴 뒤랑뤼엘이 모네로부터 구입한 뒤로는 화가 에르네스트 뒤에스, 가수 장바프티스트 포르, 화가 에티엔 모로넬라통의 손을 차례대로 거쳐갔으며, 마지막으로 1906년 모로넬라통이 국가에 기증하였다. 원래 루브르 박물관 회화관에 소장되어 있으나 1986년 근대미술 전문으로 설립된 오르세 미술관으로 이전되어 현재까지 소장되어 있다.

## 구성
이 그림은 당시 시골 지역이었던 아르장퇴유 부근에서 그려진 것으로 보이며, 왼쪽에 양귀비가 우거진 넓은 들판을 묘사하고 있다. 앞쪽에는 파라솔과 밀짚모자를 쓴 여자와 아이 한 명이 함께 있다. 중앙부에도 맨 앞과 비슷한 인물 두 명이 서 있는 것을 볼 수 있다. 후경의 들판 가장 먼 끝에는 나뭇가지와 집이 보인다.
그림 속 엄마와 아들은 그림의 사선 구조를 띄고 있다. 왼쪽 절반은 빨간색이 지배적이고, 오른쪽 절반은 청록색이 지배적이다. 전경에 있는 여성은 모네의 아내인 카미유 동시외인 것으로 추정되며, 그 옆의 아이는 1867년생으로 그림을 그릴 당시 여섯 살이었던 모네의 아들 장 모네로 보인다.

## 같이 보기
- 클로드 모네의 작품 목록